# San Fernando (Hiszpania)
San Fernando – miasto w południowo-zachodniej Hiszpanii, w regionie Andaluzja, nad Oceanem Atlantyckim, w pobliżu Kadyksu. Około 92,7 tys. mieszkańców. Z miasta wywodzi się kilku czołowych śpiewaków flamenco takich jak: Camarón de la Isla czy Niña Pastori.

## Miasta partnerskie
- Badalona, Hiszpania
- Montigny-le-Bretonneux, Francja
- Barbate, Hiszpania
- Guanajuato, Meksyk